# Decàpodes
Els decàpodes (Decapoda) són un ordre de crustacis malacostracis, que comprèn nombroses famílies amb espècies ben conegudes, especialment pel seu interès gastronòmic, com els crancs (Brachyura), llagostes (Palinuridae), llamàntols (Nephropidae), etc. Molts decàpodes són carronyaires.

## Anatomia
Com el seu nom ho indica, tots els decàpodes tenen deu (deca) potes locomotores (poda) o pleopodis. Dels vuit parells d'apèndixs toràcics característics dels crustacis les potes són els últims cinc apèndixs. Els tres primers parells d'apèndixs frontals, els maxil·lípedes, són la transformació de tres parells de pereiopodis, i funcionen com unes mandíbules.
En molts decàpodes, el primer dels cinc parell de potes està transformat en un parell de pinces. La pinça s'anomena quela, i per això aquests apèndixs s'anomenen quelipodis. Altres apèndixs es troben a l'abdomen, on cada segment és capaç de transportar un parell de pleopodis, i els últims anomenats uropodis, formen part de la cua junt amb el darrer segment de l'abdomen, el tèlson.

## Història evolutiva
Els decàpodes es van originar a l'Ordovicià inferior, fa uns 455 milions d'anys, quan van divergir els dendrobranquiats. Els decàpodes es van diversificar molt entre el Juràssic i el Cretaci, coincidint amb el naixement i expansió dels esculls de corall moderns, un hàbitat clau per als decàpodes.

## Filogènia
Cladograma dels decàpodes segons Wolfe et al., 2019:
|  | Stenopodidea                                             |
|  |                                                          |
|  | \| \| Procarididea \| \| \| \| \| \| Caridea \| \| \| \| |
|  |                                                          |
|  | Procarididea                                             |
|  |                                                          |
|  | Caridea                                                  |
|  |                                                          |

|  | Procarididea |
|  |              |
|  | Caridea      |
|  |              |

|  | Achelata                                                  |
|  |                                                           |
|  | \| \| Polychelida \| \| \| \| \| \| Astacidea \| \| \| \| |
|  |                                                           |
|  | Polychelida                                               |
|  |                                                           |
|  | Astacidea                                                 |
|  |                                                           |

|  | Polychelida |
|  |             |
|  | Astacidea   |
|  |             |

|  | Gebiidea                                              |
|  |                                                       |
|  | \| \| Anomura \| \| \| \| \| \| Brachyura \| \| \| \| |
|  |                                                       |
|  | Anomura                                               |
|  |                                                       |
|  | Brachyura                                             |
|  |                                                       |

|  | Anomura   |
|  |           |
|  | Brachyura |
|  |           |

|  | Gebiidea                                              |
|  |                                                       |
|  | \| \| Anomura \| \| \| \| \| \| Brachyura \| \| \| \| |
|  |                                                       |
|  | Anomura                                               |
|  |                                                       |
|  | Brachyura                                             |
|  |                                                       |

|  | Anomura   |
|  |           |
|  | Brachyura |
|  |           |

|  | Achelata                                                  |
|  |                                                           |
|  | \| \| Polychelida \| \| \| \| \| \| Astacidea \| \| \| \| |
|  |                                                           |
|  | Polychelida                                               |
|  |                                                           |
|  | Astacidea                                                 |
|  |                                                           |

|  | Polychelida |
|  |             |
|  | Astacidea   |
|  |             |

|  | Gebiidea                                              |
|  |                                                       |
|  | \| \| Anomura \| \| \| \| \| \| Brachyura \| \| \| \| |
|  |                                                       |
|  | Anomura                                               |
|  |                                                       |
|  | Brachyura                                             |
|  |                                                       |

|  | Anomura   |
|  |           |
|  | Brachyura |
|  |           |

|  | Gebiidea                                              |
|  |                                                       |
|  | \| \| Anomura \| \| \| \| \| \| Brachyura \| \| \| \| |
|  |                                                       |
|  | Anomura                                               |
|  |                                                       |
|  | Brachyura                                             |
|  |                                                       |

|  | Anomura   |
|  |           |
|  | Brachyura |
|  |           |

|  | Stenopodidea                                             |
|  |                                                          |
|  | \| \| Procarididea \| \| \| \| \| \| Caridea \| \| \| \| |
|  |                                                          |
|  | Procarididea                                             |
|  |                                                          |
|  | Caridea                                                  |
|  |                                                          |

|  | Procarididea |
|  |              |
|  | Caridea      |
|  |              |

|  | Achelata                                                  |
|  |                                                           |
|  | \| \| Polychelida \| \| \| \| \| \| Astacidea \| \| \| \| |
|  |                                                           |
|  | Polychelida                                               |
|  |                                                           |
|  | Astacidea                                                 |
|  |                                                           |

|  | Polychelida |
|  |             |
|  | Astacidea   |
|  |             |

|  | Gebiidea                                              |
|  |                                                       |
|  | \| \| Anomura \| \| \| \| \| \| Brachyura \| \| \| \| |
|  |                                                       |
|  | Anomura                                               |
|  |                                                       |
|  | Brachyura                                             |
|  |                                                       |

|  | Anomura   |
|  |           |
|  | Brachyura |
|  |           |

|  | Gebiidea                                              |
|  |                                                       |
|  | \| \| Anomura \| \| \| \| \| \| Brachyura \| \| \| \| |
|  |                                                       |
|  | Anomura                                               |
|  |                                                       |
|  | Brachyura                                             |
|  |                                                       |

|  | Anomura   |
|  |           |
|  | Brachyura |
|  |           |

|  | Achelata                                                  |
|  |                                                           |
|  | \| \| Polychelida \| \| \| \| \| \| Astacidea \| \| \| \| |
|  |                                                           |
|  | Polychelida                                               |
|  |                                                           |
|  | Astacidea                                                 |
|  |                                                           |

|  | Polychelida |
|  |             |
|  | Astacidea   |
|  |             |

|  | Gebiidea                                              |
|  |                                                       |
|  | \| \| Anomura \| \| \| \| \| \| Brachyura \| \| \| \| |
|  |                                                       |
|  | Anomura                                               |
|  |                                                       |
|  | Brachyura                                             |
|  |                                                       |

|  | Anomura   |
|  |           |
|  | Brachyura |
|  |           |

|  | Gebiidea                                              |
|  |                                                       |
|  | \| \| Anomura \| \| \| \| \| \| Brachyura \| \| \| \| |
|  |                                                       |
|  | Anomura                                               |
|  |                                                       |
|  | Brachyura                                             |
|  |                                                       |

|  | Anomura   |
|  |           |
|  | Brachyura |
|  |           |

|  | Stenopodidea                                             |
|  |                                                          |
|  | \| \| Procarididea \| \| \| \| \| \| Caridea \| \| \| \| |
|  |                                                          |
|  | Procarididea                                             |
|  |                                                          |
|  | Caridea                                                  |
|  |                                                          |

|  | Procarididea |
|  |              |
|  | Caridea      |
|  |              |

|  | Achelata                                                  |
|  |                                                           |
|  | \| \| Polychelida \| \| \| \| \| \| Astacidea \| \| \| \| |
|  |                                                           |
|  | Polychelida                                               |
|  |                                                           |
|  | Astacidea                                                 |
|  |                                                           |

|  | Polychelida |
|  |             |
|  | Astacidea   |
|  |             |

|  | Gebiidea                                              |
|  |                                                       |
|  | \| \| Anomura \| \| \| \| \| \| Brachyura \| \| \| \| |
|  |                                                       |
|  | Anomura                                               |
|  |                                                       |
|  | Brachyura                                             |
|  |                                                       |

|  | Anomura   |
|  |           |
|  | Brachyura |
|  |           |

|  | Gebiidea                                              |
|  |                                                       |
|  | \| \| Anomura \| \| \| \| \| \| Brachyura \| \| \| \| |
|  |                                                       |
|  | Anomura                                               |
|  |                                                       |
|  | Brachyura                                             |
|  |                                                       |

|  | Anomura   |
|  |           |
|  | Brachyura |
|  |           |

|  | Achelata                                                  |
|  |                                                           |
|  | \| \| Polychelida \| \| \| \| \| \| Astacidea \| \| \| \| |
|  |                                                           |
|  | Polychelida                                               |
|  |                                                           |
|  | Astacidea                                                 |
|  |                                                           |

|  | Polychelida |
|  |             |
|  | Astacidea   |
|  |             |

|  | Gebiidea                                              |
|  |                                                       |
|  | \| \| Anomura \| \| \| \| \| \| Brachyura \| \| \| \| |
|  |                                                       |
|  | Anomura                                               |
|  |                                                       |
|  | Brachyura                                             |
|  |                                                       |

|  | Anomura   |
|  |           |
|  | Brachyura |
|  |           |

|  | Gebiidea                                              |
|  |                                                       |
|  | \| \| Anomura \| \| \| \| \| \| Brachyura \| \| \| \| |
|  |                                                       |
|  | Anomura                                               |
|  |                                                       |
|  | Brachyura                                             |
|  |                                                       |

|  | Anomura   |
|  |           |
|  | Brachyura |
|  |           |

|  | Stenopodidea                                             |
|  |                                                          |
|  | \| \| Procarididea \| \| \| \| \| \| Caridea \| \| \| \| |
|  |                                                          |
|  | Procarididea                                             |
|  |                                                          |
|  | Caridea                                                  |
|  |                                                          |

|  | Procarididea |
|  |              |
|  | Caridea      |
|  |              |

|  | Achelata                                                  |
|  |                                                           |
|  | \| \| Polychelida \| \| \| \| \| \| Astacidea \| \| \| \| |
|  |                                                           |
|  | Polychelida                                               |
|  |                                                           |
|  | Astacidea                                                 |
|  |                                                           |

|  | Polychelida |
|  |             |
|  | Astacidea   |
|  |             |

|  | Gebiidea                                              |
|  |                                                       |
|  | \| \| Anomura \| \| \| \| \| \| Brachyura \| \| \| \| |
|  |                                                       |
|  | Anomura                                               |
|  |                                                       |
|  | Brachyura                                             |
|  |                                                       |

|  | Anomura   |
|  |           |
|  | Brachyura |
|  |           |

|  | Gebiidea                                              |
|  |                                                       |
|  | \| \| Anomura \| \| \| \| \| \| Brachyura \| \| \| \| |
|  |                                                       |
|  | Anomura                                               |
|  |                                                       |
|  | Brachyura                                             |
|  |                                                       |

|  | Anomura   |
|  |           |
|  | Brachyura |
|  |           |

|  | Achelata                                                  |
|  |                                                           |
|  | \| \| Polychelida \| \| \| \| \| \| Astacidea \| \| \| \| |
|  |                                                           |
|  | Polychelida                                               |
|  |                                                           |
|  | Astacidea                                                 |
|  |                                                           |

|  | Polychelida |
|  |             |
|  | Astacidea   |
|  |             |

|  | Gebiidea                                              |
|  |                                                       |
|  | \| \| Anomura \| \| \| \| \| \| Brachyura \| \| \| \| |
|  |                                                       |
|  | Anomura                                               |
|  |                                                       |
|  | Brachyura                                             |
|  |                                                       |

|  | Anomura   |
|  |           |
|  | Brachyura |
|  |           |

|  | Gebiidea                                              |
|  |                                                       |
|  | \| \| Anomura \| \| \| \| \| \| Brachyura \| \| \| \| |
|  |                                                       |
|  | Anomura                                               |
|  |                                                       |
|  | Brachyura                                             |
|  |                                                       |

|  | Anomura   |
|  |           |
|  | Brachyura |
|  |           |

## Classificació
La classificació en l'ordre Decapoda es basa en l'estructura de les brànquies i de les potes, i de la manera en la qual les seves larves es desenvolupen, donant lloc a dos subordres, Dendrobranchiata i Pleocyemata, 
La següent classificació en superfamílies segueix la proposta de Martin i Davis, amb alguns canvis d'acord amb recents estudis morfològics i moleculars.

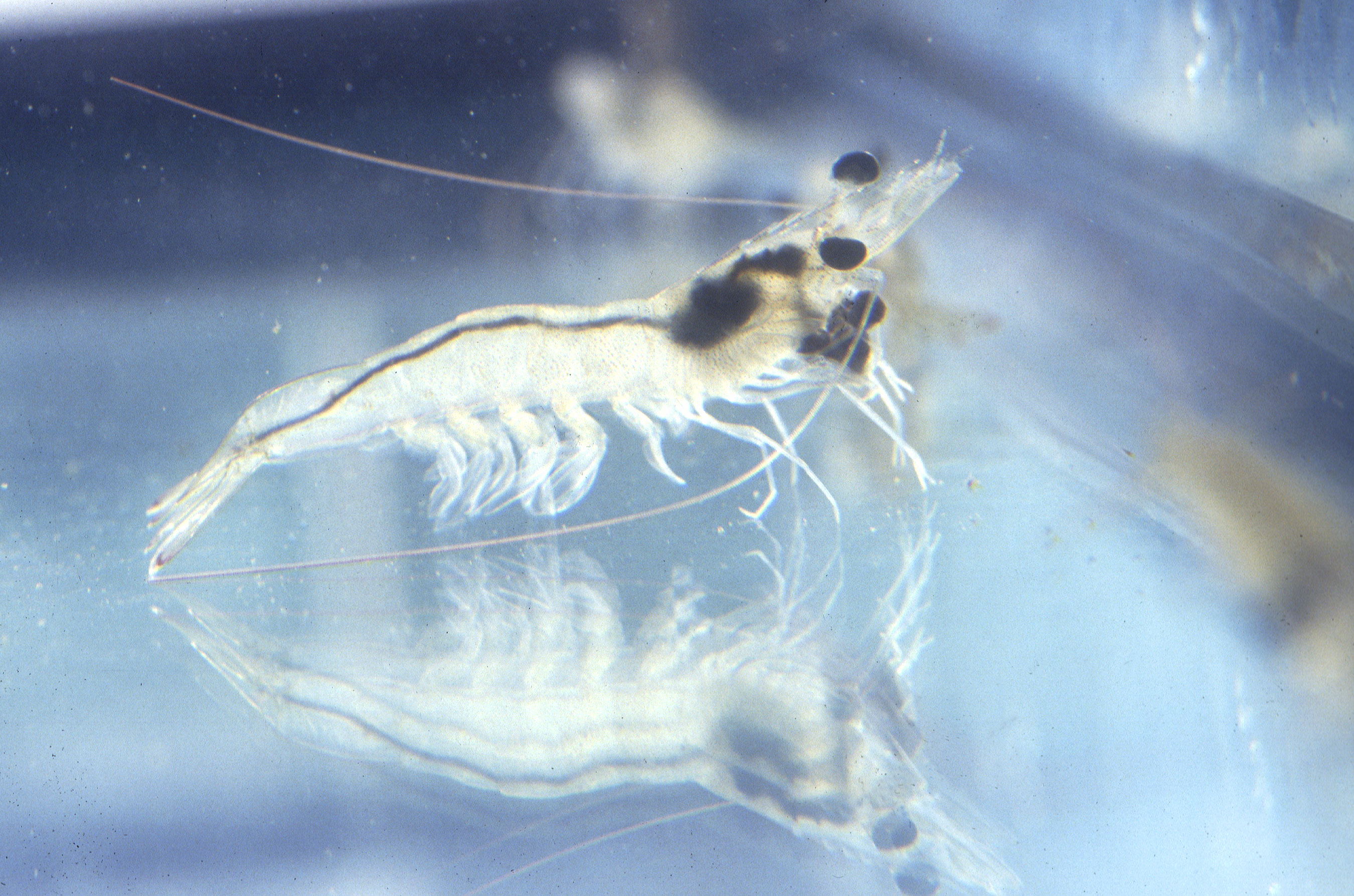
Llagostí blanc, Litopenaeus vannamei

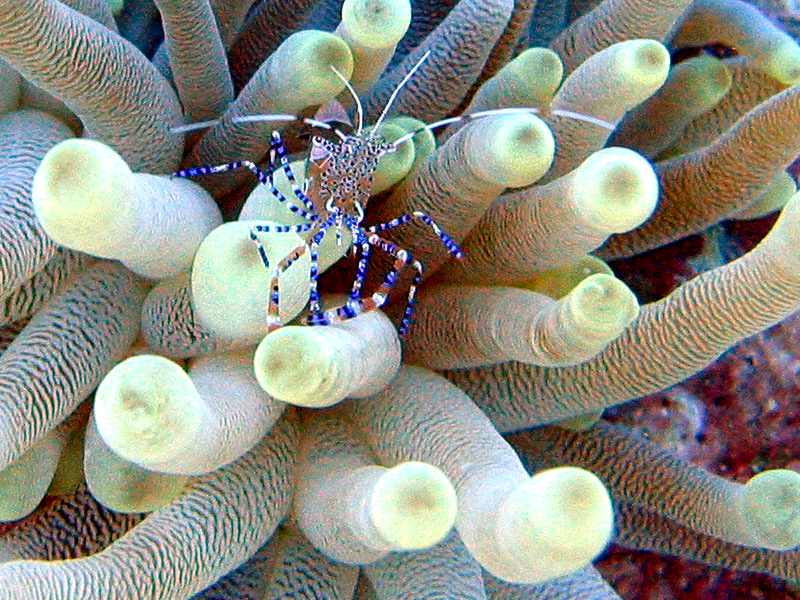
Gambeta netejadora, Periclimenes yucatanicus

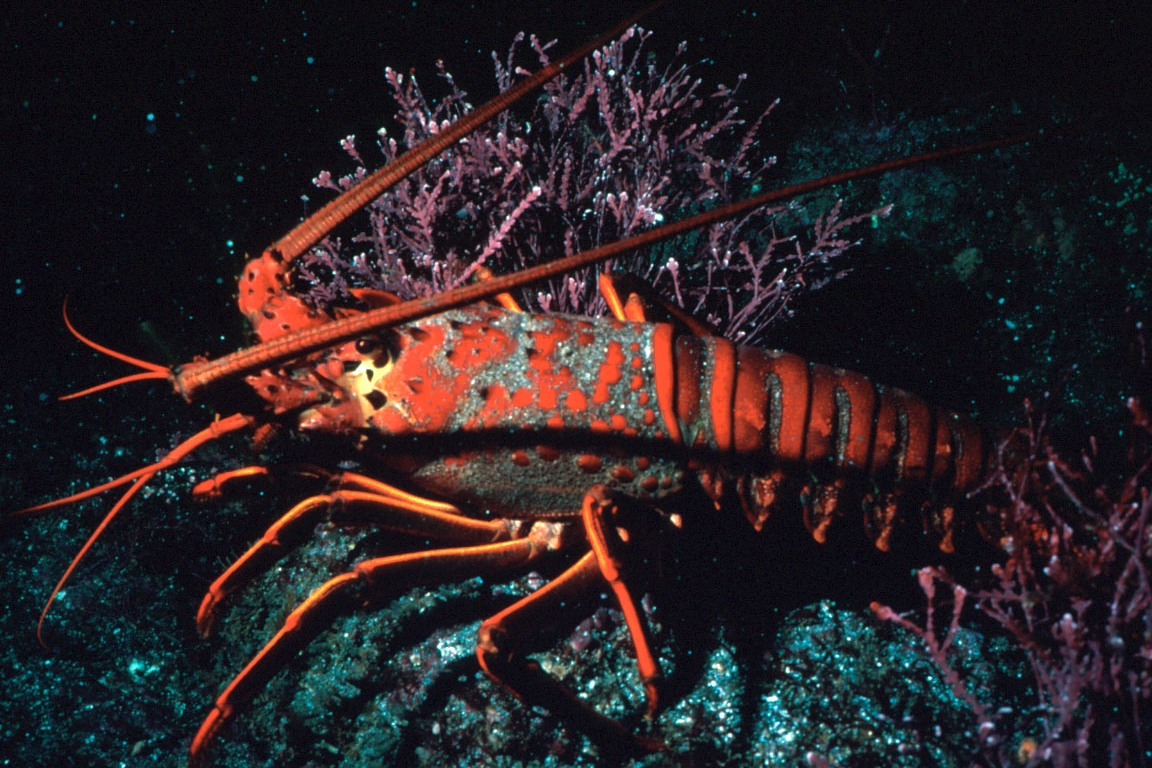
Llagosta vermella, Panulirus interruptus

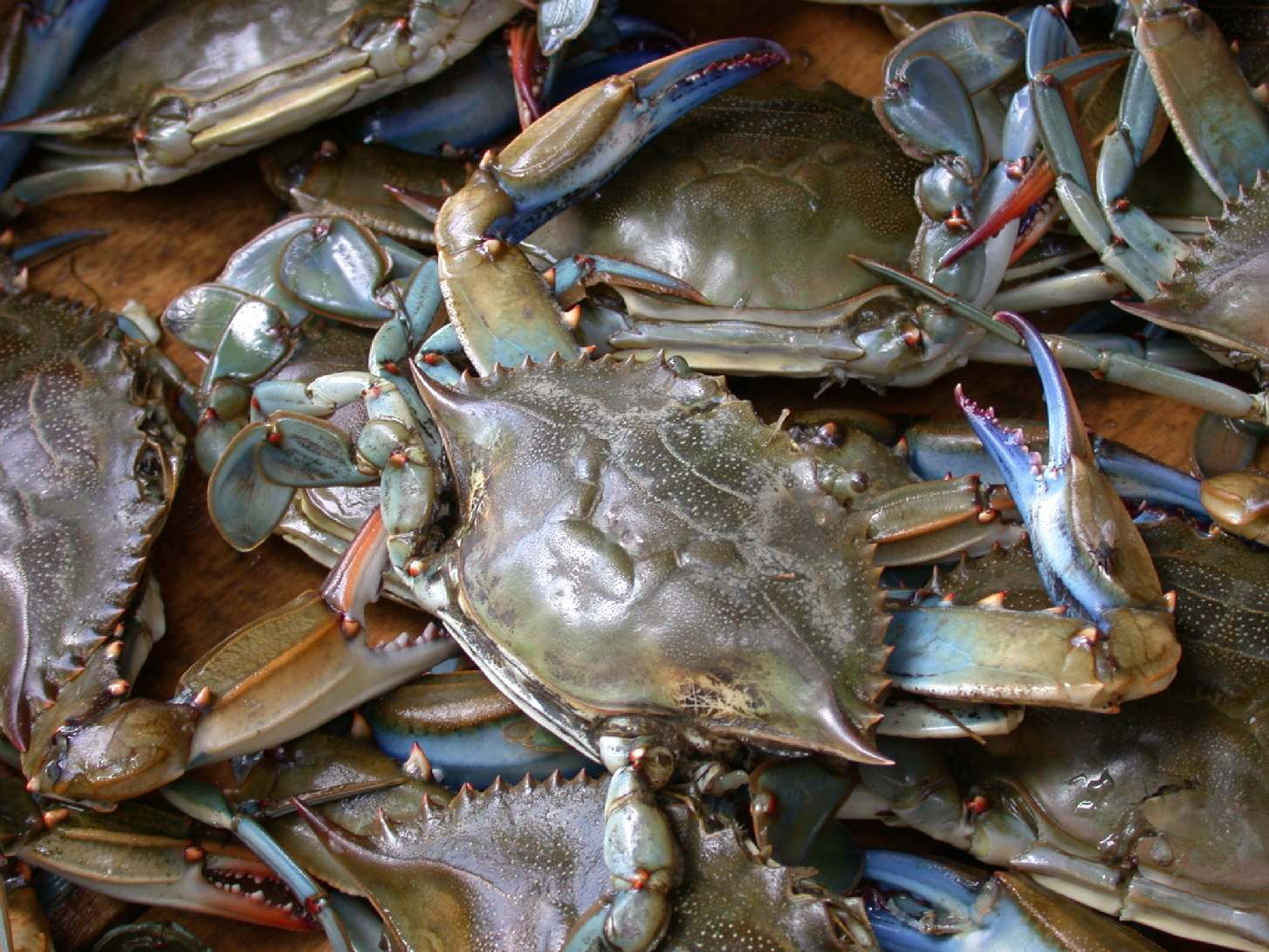
Cranc blau, Callinectes sapidus

### Subordre Dendrobranchiata Bate, 1888
Es subdivideix en 2 superfamílies:
- Penaeoidea Rafinesque, 1815
- Sergestoidea Dana, 1852

### Subordre Pleocyemata Burkenroad, 1963
La taxonomia dels pleociemats és complex i està sotmesa a revisions, de manera que el nombre d'infraordres varia segons les fonts. La versió més actualitzada la proporciona WoRMS, i és la següent:
Infraordre Achelata Scholtz & Richter, 1995
- Família Palinuridae Latreille, 1802
- Família Scyllaridae Latreille, 1825

Infraordre Anomura MacLeay, 1838
- Superfamília Galatheoidea Samouelle, 1819
- Superfamília Hippoidea Latreille, 1825
- Superfamília Lomisoidea Bouvier, 1895
- Superfamília Paguroidea Latreille, 1802

Infraordre Astacidea Latreille, 1802
- Superfamília Astacoidea Latreille, 1802
- Superfamília Enoplometopoidea de Saint Laurent, 1988
- Superfamília Glypheoidea Winkler, 1883
- Superfamília Nephropoidea Dana, 1852
- Superfamília Parastacoidea Huxley, 1879

Infraordre Axiidea de Saint Laurent, 1979
- Família Anacalliacidae R.B. Manning & Felder, 1991
- Família Axiidae Huxley, 1879
- Família Callianassidae Dana, 1852
- Família Callianideidae Kossman, 1880
- Família Callianopsidae R.B. Manning & Felder, 1991
- Família Callichiridae R.B. Manning & Felder, 1991
- Família Ctenochelidae R.B. Manning & Felder, 1991
- Família Eucalliacidae R.B. Manning & Felder, 1991
- Família Micheleidae K. Sakai, 1992
- Família Paracalliacidae K. Sakai, 2005
- Família Strahlaxiidae Poore, 1994

Infraordre Brachyura Latreille, 1802
- Secció Eubrachyura
  - Subsecció Heterotremata
  - Subsecció Thoracotremata
- Secció Podotremata

Infraordre Caridea Dana, 1852
- Superfamília Alpheoidea Rafinesque, 1815
- Superfamília Atyoidea de Haan, 1849
- Superfamília Bresilioidea Calman, 1896
- Superfamília Campylonotoidea Sollaud, 1913
- Superfamília Crangonoidea Haworth, 1825
- Superfamília Galatheacaridoidea Vereshchaka, 1997
- Superfamília Nematocarcinoidea Smith, 1884
- Superfamília Oplophoroidea Dana, 1852
- Superfamília Palaemonoidea Rafinesque, 1815
- Superfamília Pandaloidea Haworth, 1825
- Superfamília Pasiphaeoidea Dana, 1852
- Superfamília Procaridoidea Chace & Manning, 1972
- Superfamília Processoidea Ortmann, 1890
- Superfamília Psalidopodoidea Wood-Mason & Alcock, 1892
- Superfamília Stylodactyloidea Bate, 1888

Infraordre Gebiidea de Saint Laurent, 1979
- Família Axianassidae Schmitt, 1924
- Família Laomediidae Borradaile, 1903
- Família Thalassinidae Latreille, 1831
- Família Upogebiidae Borradaile, 1903

Infraordre Glypheidea Van Straelen, 1925
- Superfamília Glypheoidea Winkler, 1882

Infraordre Polychelida Scholtz & Richter, 1995
- Família Eryonidae De Haan, 1841
- Família Polychelidae Wood-Mason, 1874

Infraordre Procarididea Felgenhauer & Abele, 1983
- Família Procarididae Chace & R.B. Manning, 1972

Infraordre Stenopodidea Claus, 1872
- Família Macromaxillocarididae Alvarez, Iliffe & Villalobos, 2006
- Família Spongicolidae Schram, 1986
- Família Stenopodidae Claus, 1872

## Alimentació
La boca dels decàpodes està situada a la superfície ventral del cap, flanquejada i coberta per diverses parts de la boca, i la regió al voltant de la boca s'anomena marc bucal, que està protegida per projeccions, que no són apèndixs, de la paret del cos. Sis parells d'apèndix estan associats amb la boca dels representants d'aquest grup.
El grup dels decàpodes presenta una àmplia variació en hàbits alimentaris i dietes, però, en la majoria de les espècies associa l'alimentació depredadora amb la saprofàgia. Hi ha representants herbívors, omnívors i detritívors. El menjar l'agafen amb els quelípedes i el passen a la tercera mandíbula, que l'empeny cap a altres peces bucals. Mentre el menjar està subjecta per les mandíbules, els maxil·lars i maxilípedes retiren els trossos de menjar i els transfereixen a la boca.
Els quelípodes s'adapten a les preferències i els hàbits de cada espècie. Els decàpodes que raspen les algues de les roques o s'alimenten de deixalles de la superfície de la sorra i el llim sovint tenen quelípedes amb dits en forma de cullera. Els que s'alimenten de mol·luscs tenen quelípedes dimòrfics. Les pinces trituradores robustes i modificades tenen dents romes en forma de molars que estan adaptades per trencar petxines, mentre que les pinces talladores són més delicades i estan adaptades per tallar carn.
Els detritívors i els suspensívors s'alimenten de petites partícules d'aliment. Molts decàpodes s'alimenten per filtració i fan passar el corrent d'aigua a través d'una malla de truges que s'utilitza per recol·lectar partícules orgàniques en suspensió. Els crustacis poden generar el seu propi corrent d'alimentació, i també poden aprofitar un corrent marí existent.

## Digestió
El tracte digestiu dels decàpodes consta d'una elaborada porció anterior coberta per una cutícula, una porció mitjana d'origen endodèrmic i que té un cec digestiu en desenvolupament, i una altra porció posterior que també té una cutícula en el revestiment. La funció de la porció anterior és la trituració, hidròlisi i separació de les petites partícules digeribles de les grans i no digeribles. Les partícules i soluts digeribles són enviats al cec digestiu, mentre que els materials que no poden ser aprofitats són expulsats per la boca o enviats a la porció mitjana del tracte digestiu, on seran posteriorment eliminats.
Normalment, el tracte digestiu anterior té un esòfag curt que està connectat a un estómac voluminós (proventricle), que en els decàpodes es divideix en una gran cambra cardíaca anterior i una cambra pilòrica posterior més petita. Com que són d'origen ectodèrmic, les dues càmeres estan revestides per un exoesquelet quitinós que té dents i parts sensibles a les parets. Ambdues càmeres estan separades entre si per un estrenyiment a través del qual flueix el flux en les dues direccions. Generalment, la regió dorsal de cada cambra està especialitzada a manipular partícules grans i indigeribles que s'enviaran a l'intestí, mentre que les porcions del ventre processen materials orgànics petits i digeribles que s'envien al cec digestiu per absortar-los.
La cambra cardíaca té un molí gàstric revestit amb un filtre de quetes (estructures quitinoses) i una cutícula. El molí gàstric està format per ossets (dents) calcaris que maceren els aliments. L'acció trituradora del molí i el moviment de les parets de l'estómac es deuen als músculs extrínsecs units als ossets. Durant la trituració, la digestió que es produeix fora de les cèl·lules comença amb la barreja dels aliments amb enzims que provenen del cec digestiu. El filtre de quetes de la càmera cardíaca té poc espai entre elles, que segueix el canal ventral que passa de la càmera cardíaca a la càmera pilòrica. Després de la mòlta i digestió, les partícules fines i el solut passen a través del filtre de cerres i entren a la regió ventral de la cambra pilòrica. Les partícules gruixudes que no són digerides i rebutjades pel filtre de quetes surten de la cambra cardíaca i travessen la cambra pilòrica a través del canal dorsal, i arriben a l'intestí, on es produeix la transformació en deixalles.
La cambra pilòrica es divideix en un canal dorsal que condueix directament a l'intestí i una complexa regió ventral des d'on els materials digeribles es dirigeixen als cecs digestius. La regió ventral consta d'un filtre mecànic i un filtre glandular. L'aliment digerit i prefiltrat arriba a una regió muscular mitjana de la cambra pilòrica, anomenada filtre mecànic. El filtre glandular omple l'obertura que condueix al cec digestiu i és un altre filtre de quetes amb una malla encara més petita que la del filtre anterior. El líquid és forçat per les contraccions dels músculs del filtre mecànic a través del filtre glandular i cap al cec digestiu, mentre que el material rebutjat es dirigeix a través del canal dorsal cap a l'intestí. El plec pilòric, les quetes del qual impedeixen que partícules grans entrin al filtre glandular, separa les porcions dorsal i ventral de la cambra pilòrica.
Els cecs digestius són òrgans grans amb fons cec que alliberen enzims digestius a través de l'epiteli dels seus nombrosos túbuls, que s'envien a la cambra cardíaca de l'estómac. Hi ha digestió intracel·lular i pinocitosi de molècules orgàniques solubles, que posteriorment s'emmagatzemen o s'alliberen momentàniament a la sang des de l'hemocele.

## Consum humà
Els crancs decàpodes es consideren una menja excel·lent i són un producte pesquer important. Les espècies de gambes que viuen a les aigües fredes de les profunditats marines es pesquen principalment, mentre que les espècies que viuen en aigües càlides es crien en aqüicultura a l'Índia, el Sud-est Asiàtic, els Estats Units i Amèrica del Sud.
Es menja sobretot la carn de l'abdomen, que només conté músculs i cap òrgan; en el cas de les llagostes i els crancs, també es menja la carn de les pinces.

## Galeria

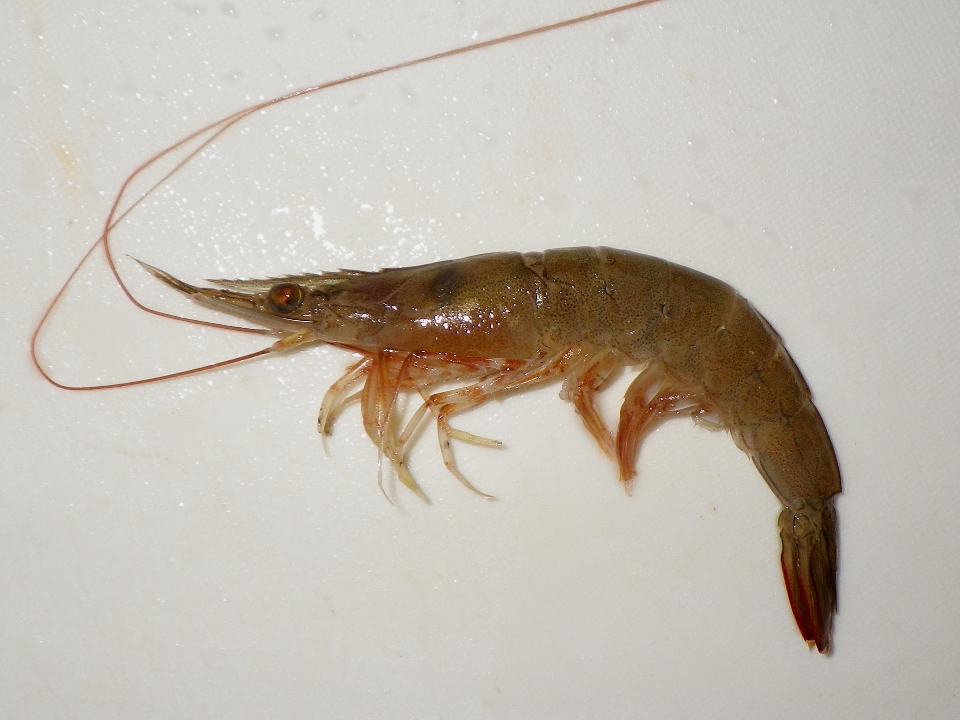
Metapenaeus ensis, de la super-família dels Penaeoidea.
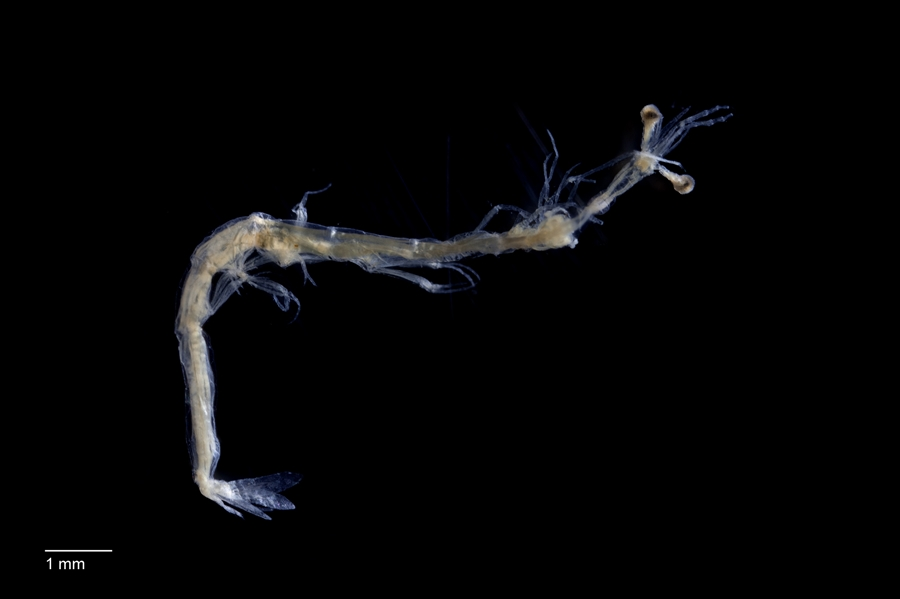
Lucifer hanseni, de la super-família dels Sergestoidea.
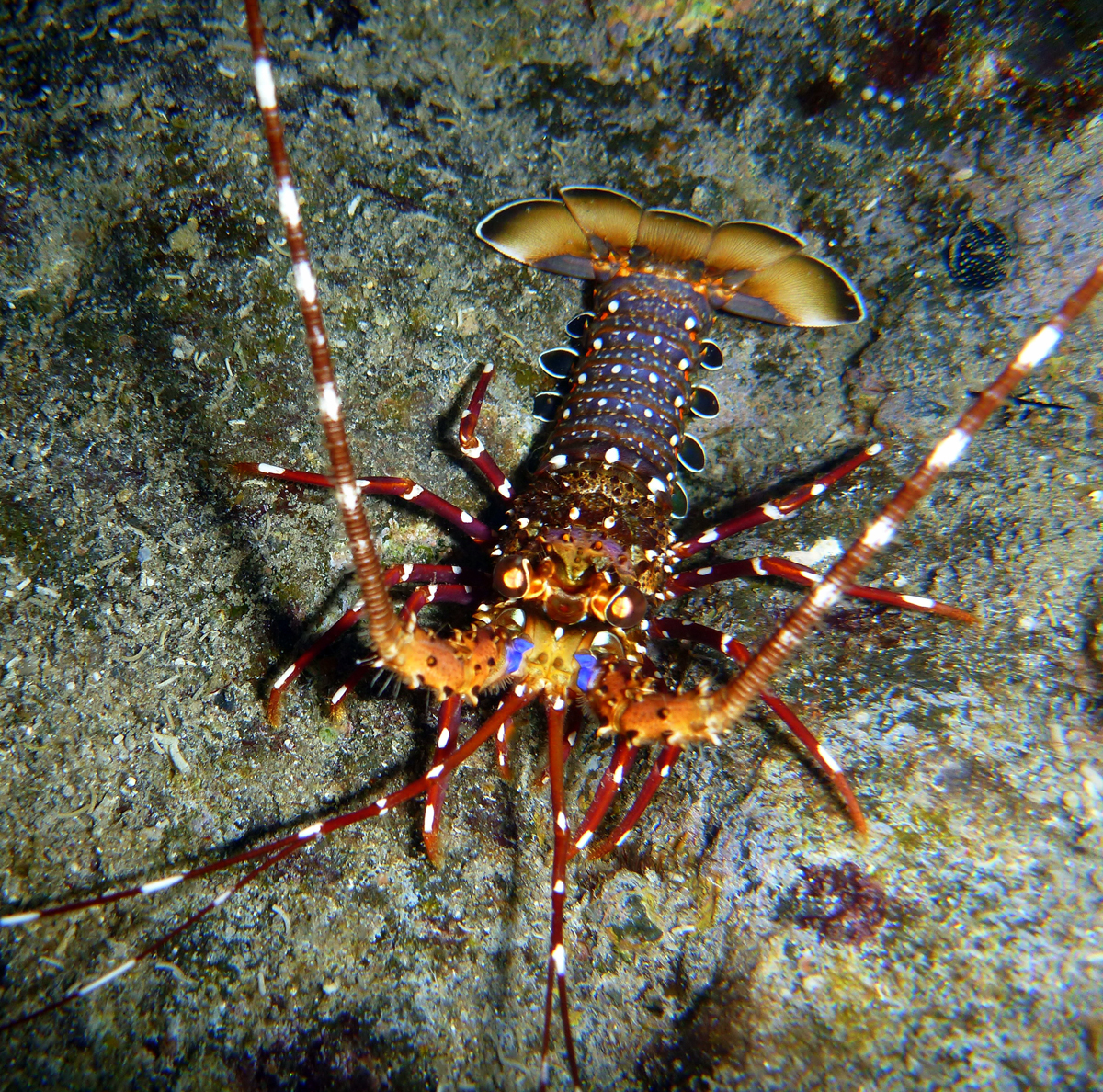
Panulirus longipes, de l’infra-ordre dels Achelata.
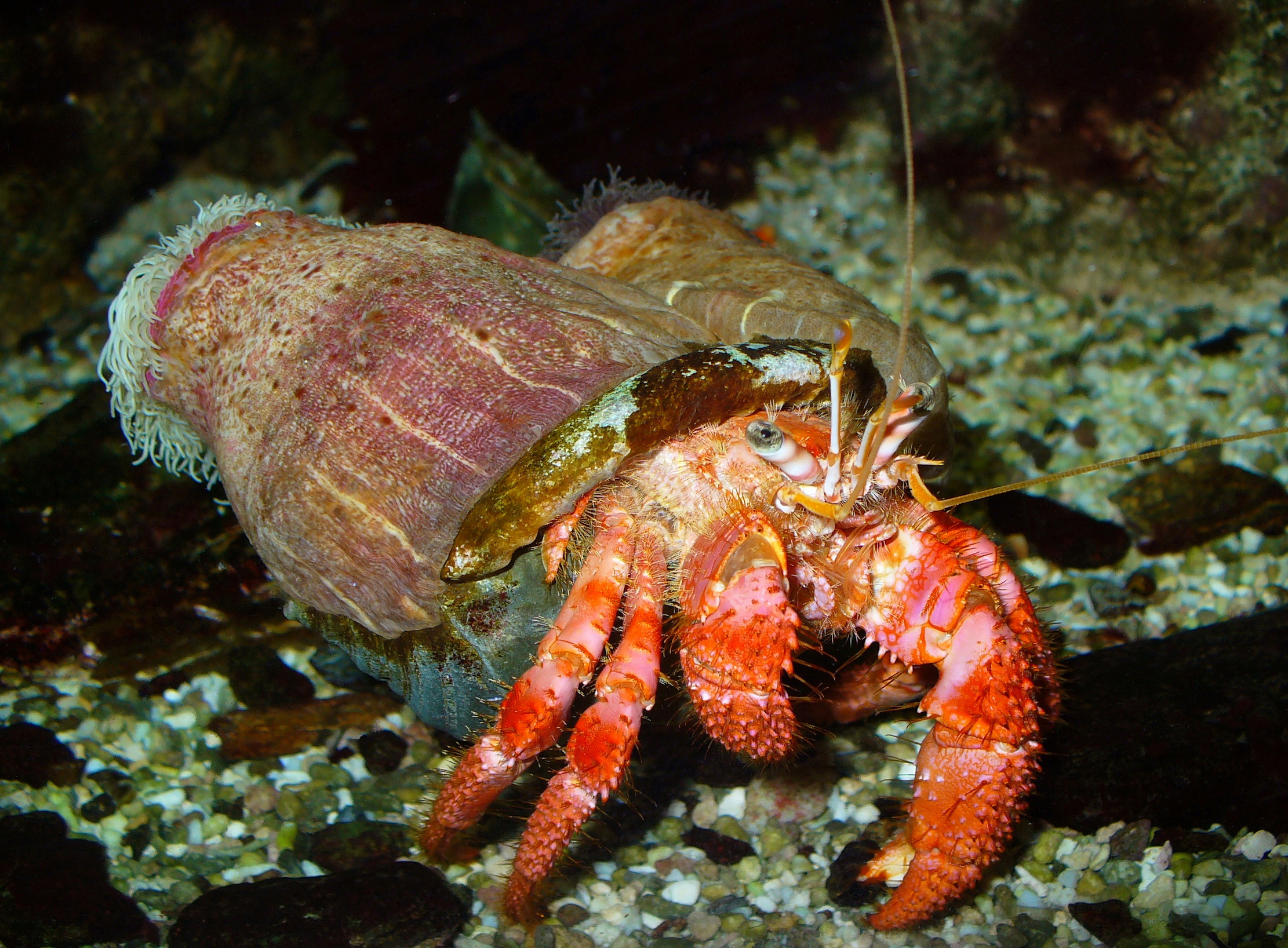
Dardanus calidus, de l’infra-ordre dels Anomura.
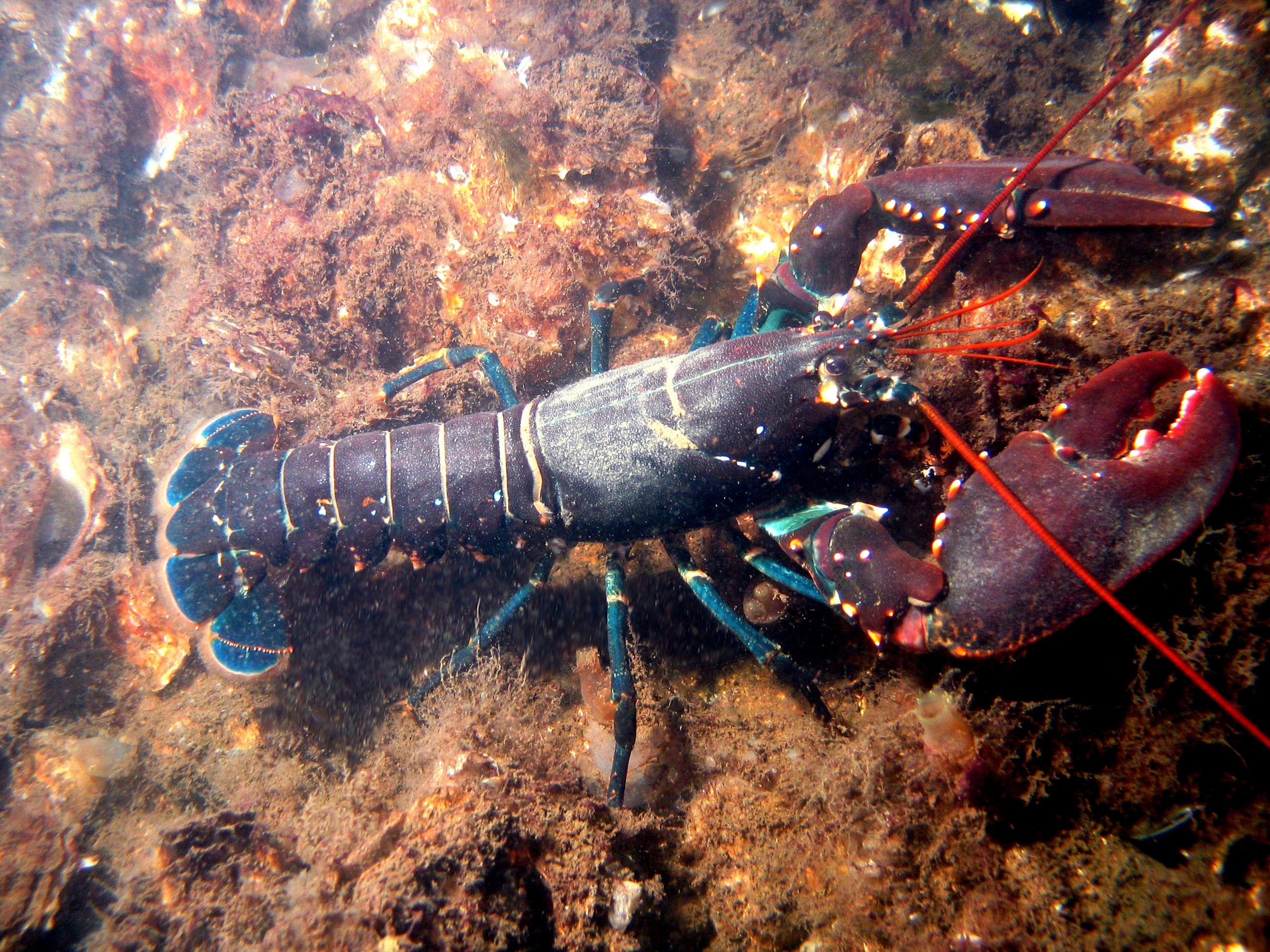
Homarus gammarus, de la super-família dels Astacidea.
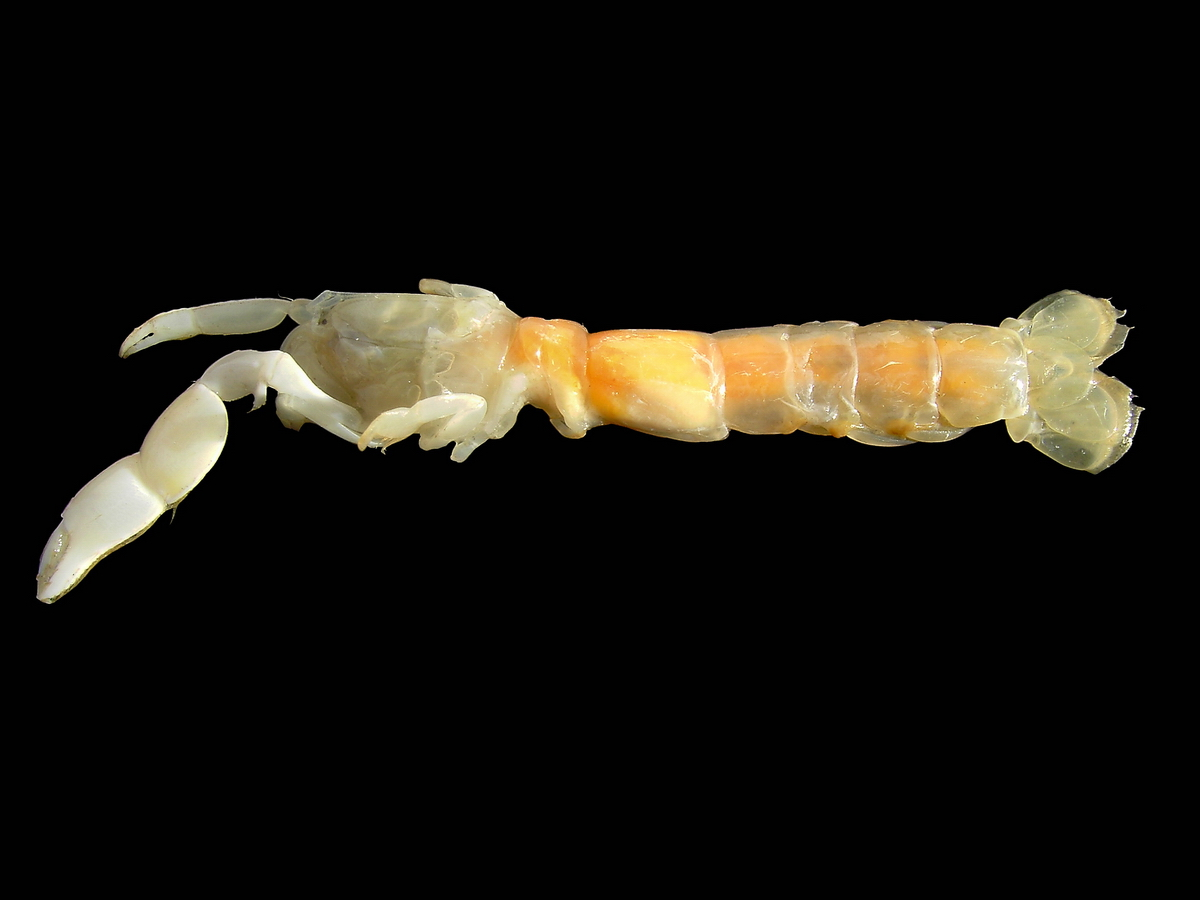
Pestarella tyrrhena, de la super-familia dels Axiidea.
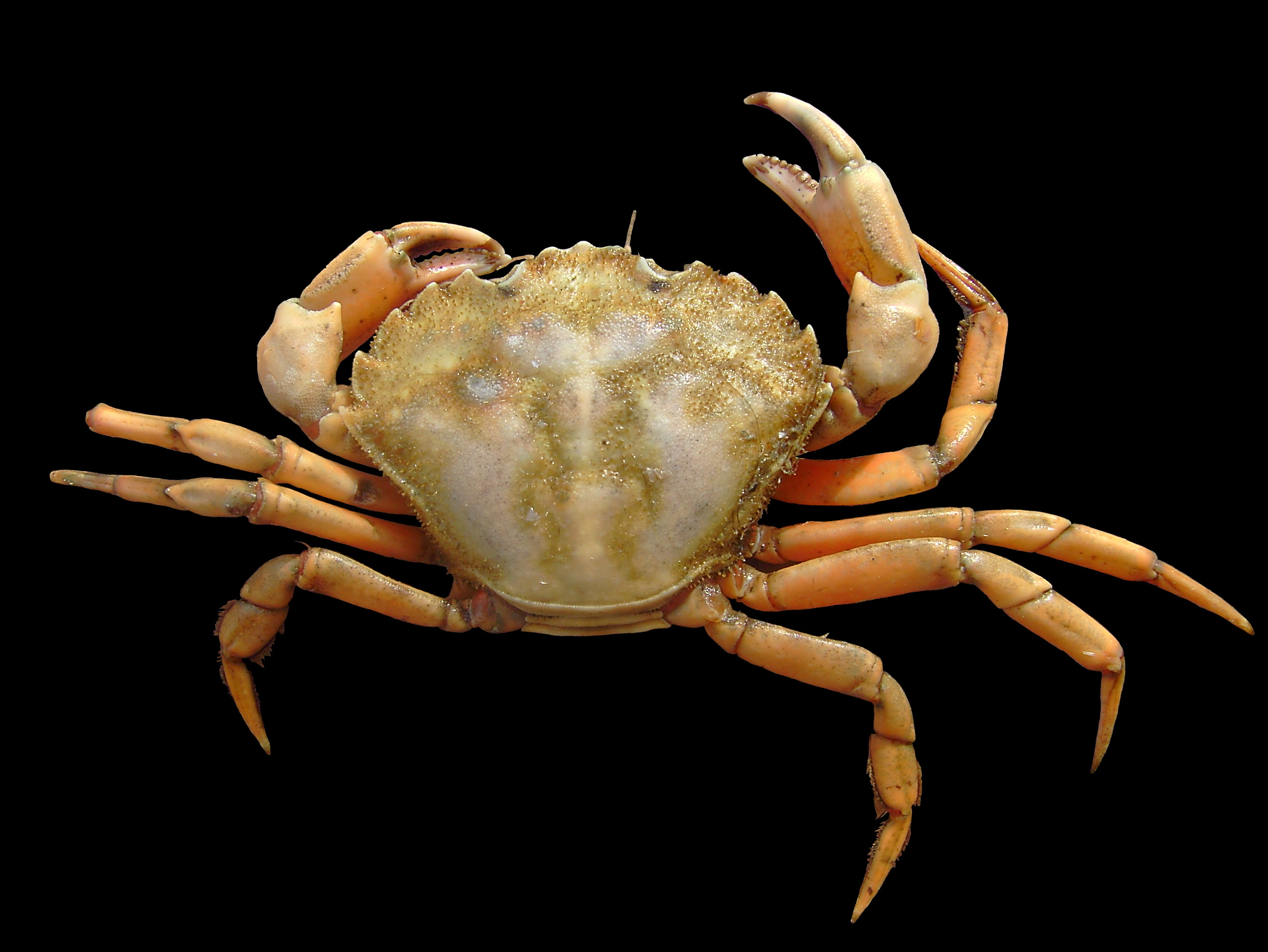
Carcinus maenas, de l’infra-ordre dels Brachyura.
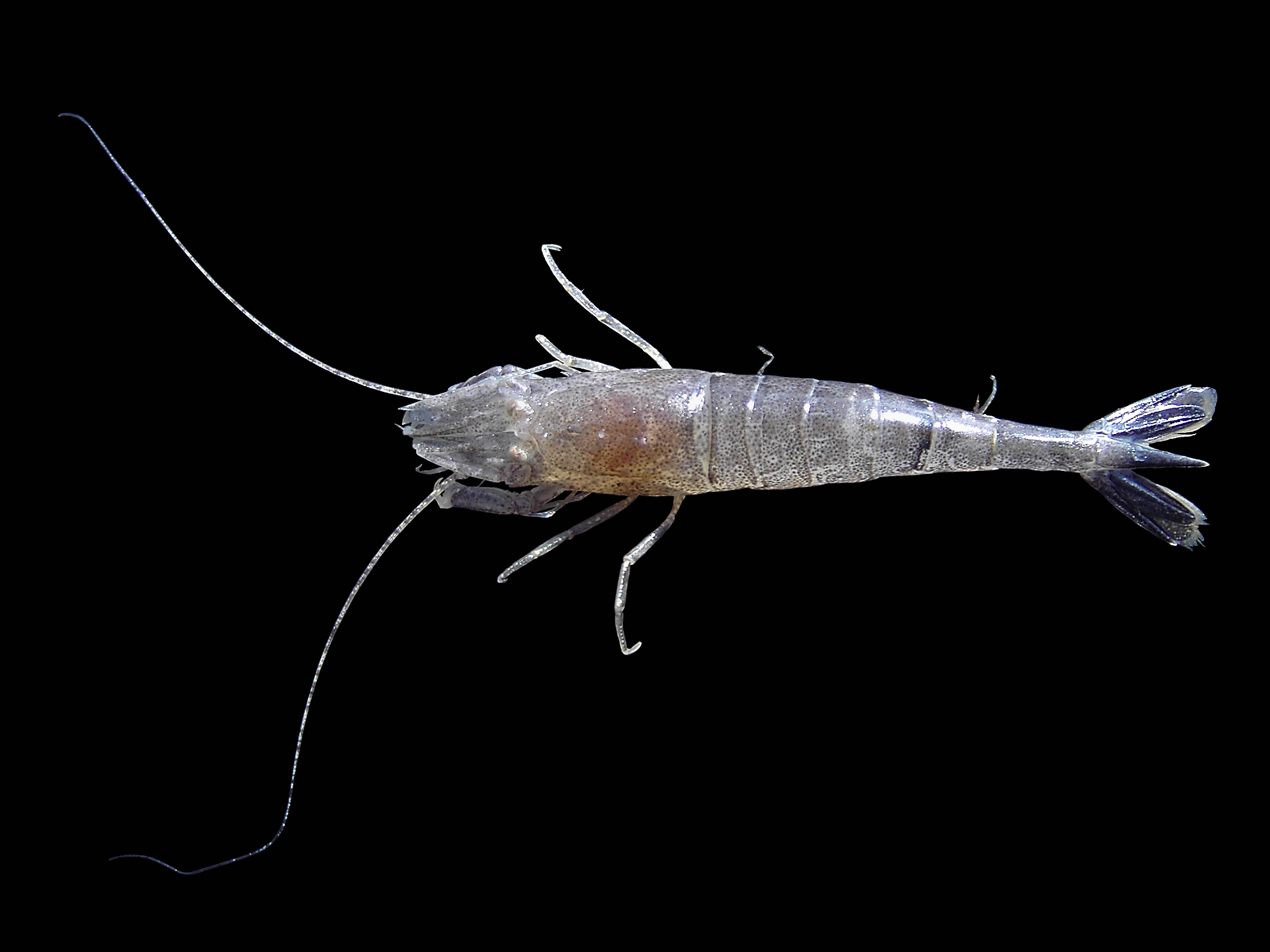
Crangon crangon, de la super-familia dels Caridea.
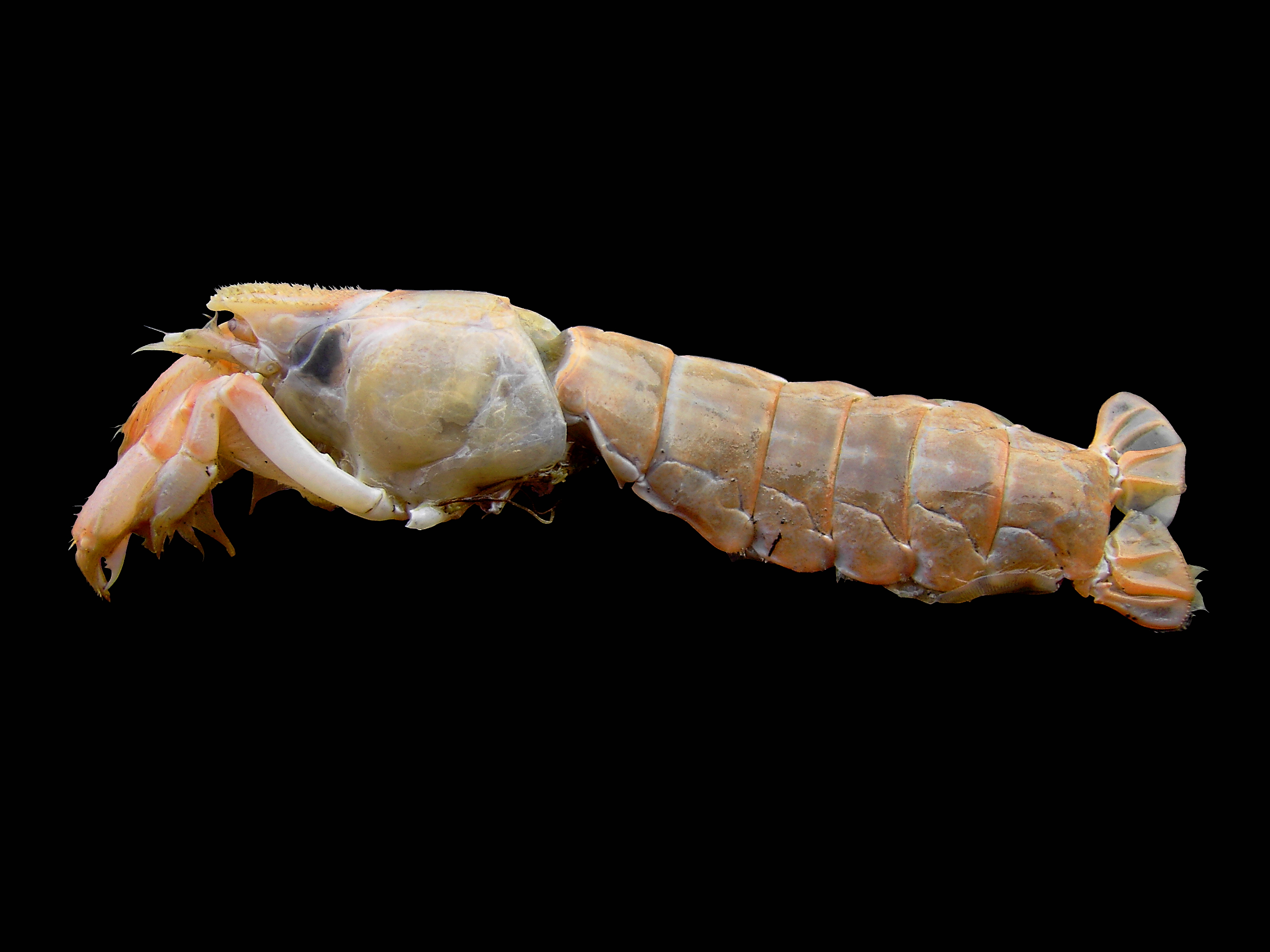
Upogebia deltaura, de la super-família dels Gebiidea.
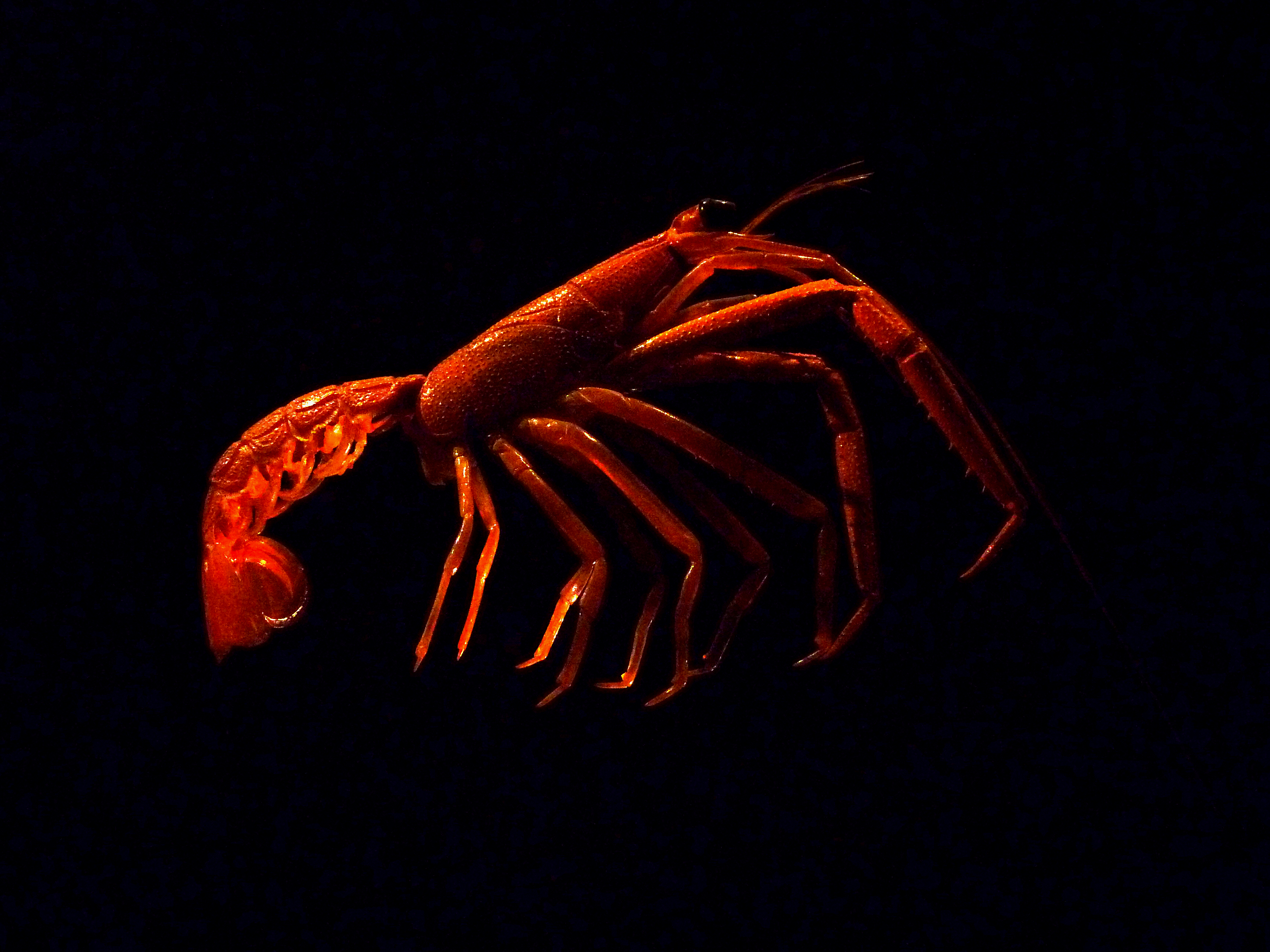
Neoglyphea inopinata, de la super-familia dels Glypheoidea.
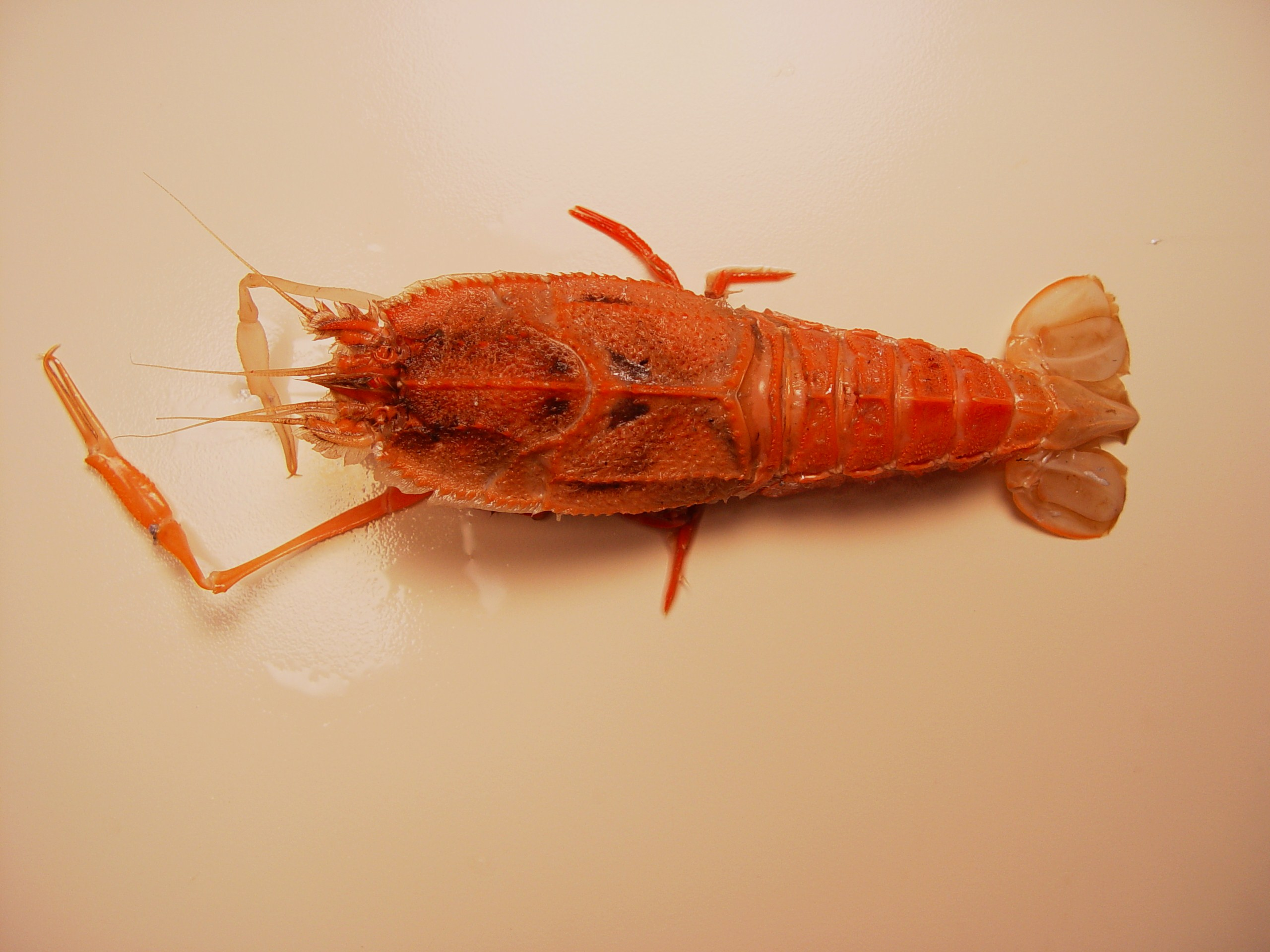
Polycheles sculptus, de la família dels Polychelida.
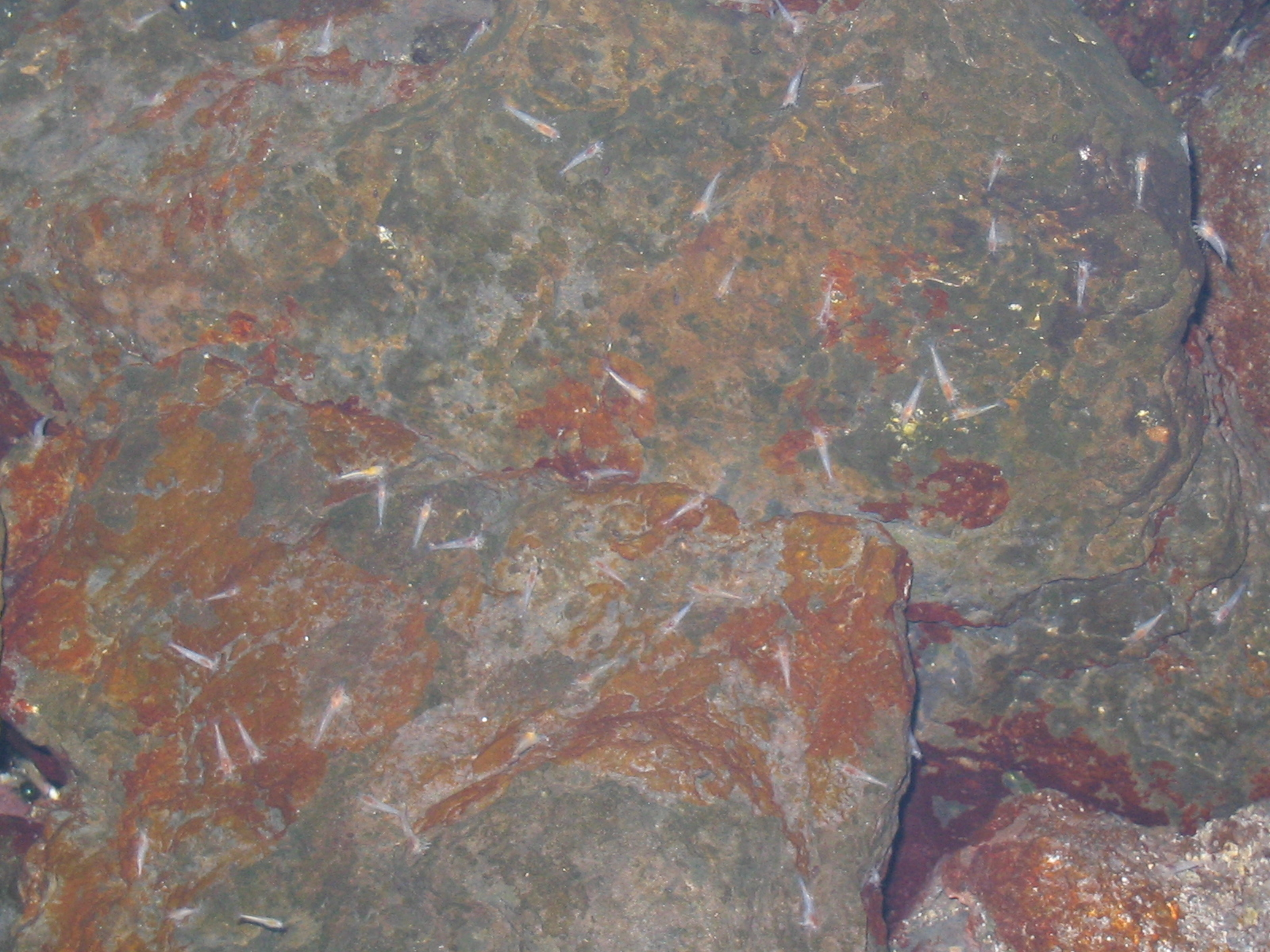
Procaris ascensionis, de la super-família dels Procarididea.
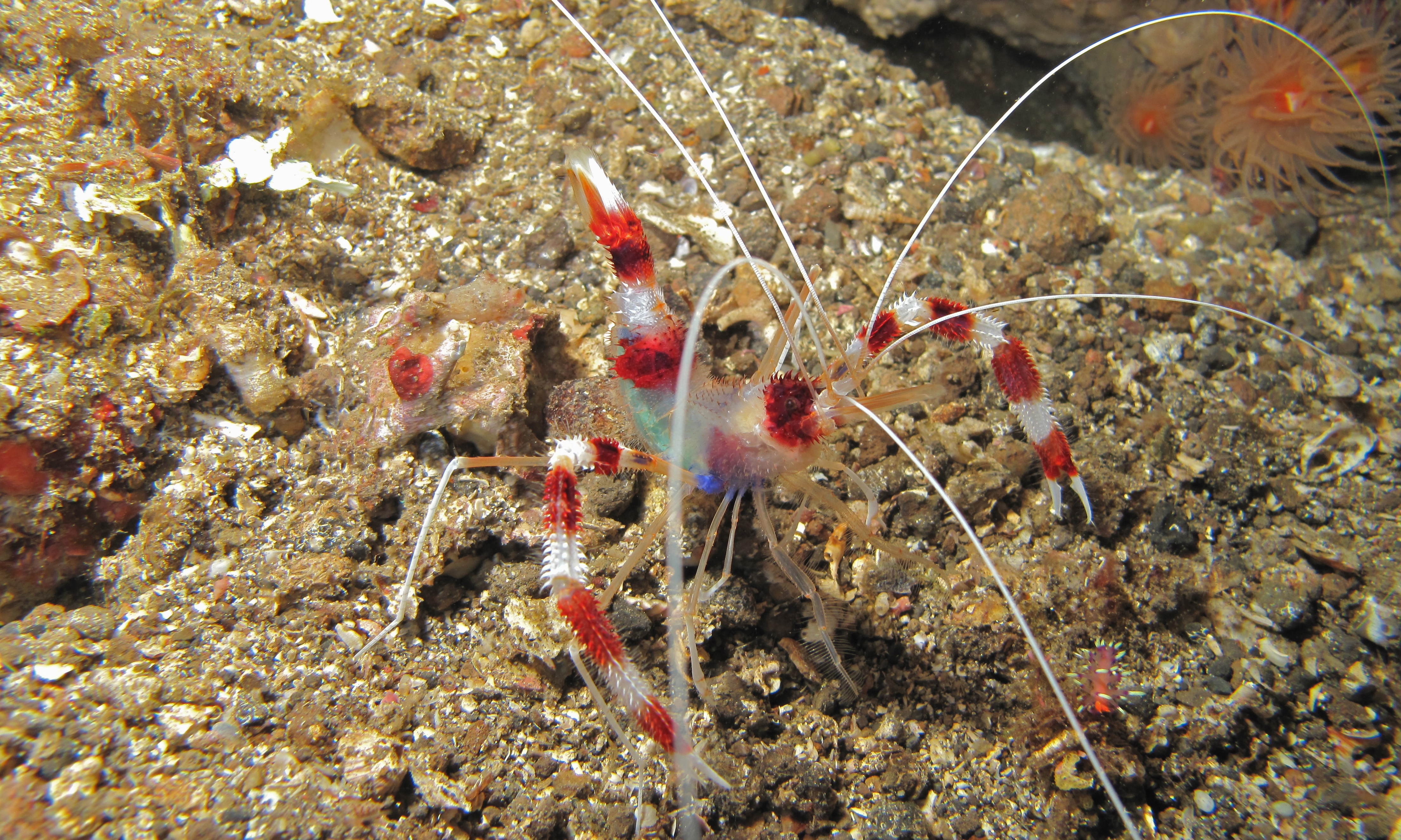
Stenopus hispidus, de la super-família dels Stenopodidea.
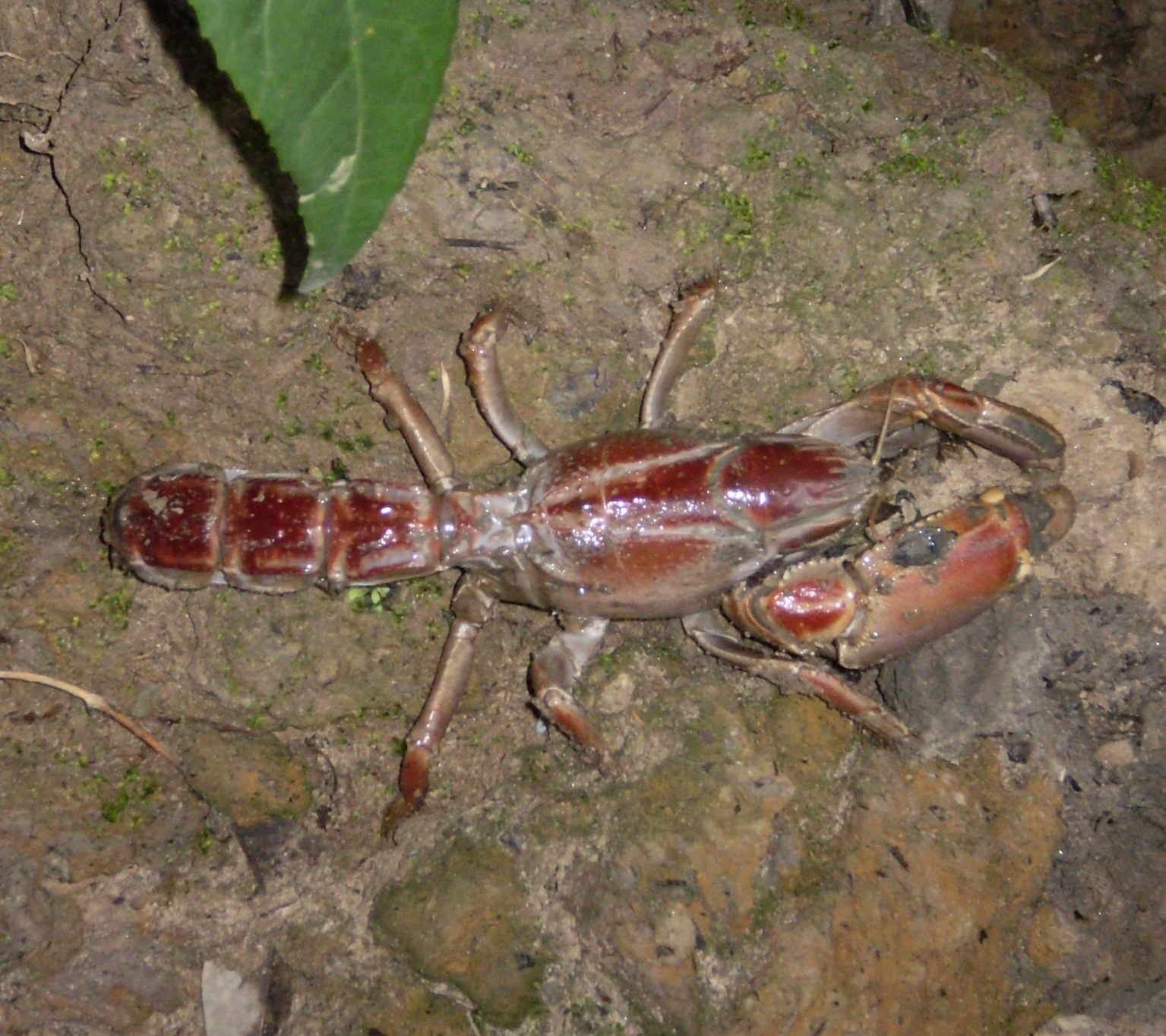
Thalassina anomala, de la super-família dels Thalassinidea.